# Giorgos Savvidis
Giorgos Panu Savvidis, griechisch Γιώργος Πάνου Σαββίδης, alias G. P. Savvidis, auch George Savvidis (* 11. März 1929 in Athen; † 11. Juni 1995 in Longos) war ein griechischer Neogräzist und George Seferis Professor of Modern Greek Studies an der Harvard University.

## Leben
Savvidis studierte an der Philosophischen Fakultät der Universität Athen, am King’s College (Cambridge) sowie an der Aristoteles-Universität Thessaloniki, wo er 1966 mit seiner Dissertation Oι Kαβαφικές Eκδόσεις (1891–1932) (dt. ‚Die Kavafis-Ausgaben (1891–1932)‘) promoviert wurde. Im selben Jahr wurde er in Thessaloniki Privatdozent für Neugriechische Philologie, verlor aber diese Stellung auf offiziellen Druck 1971 und wurde 1974 für weitere neun Jahre ordentlicher Professor an derselben Universität. Von 1977 bis 1984 war er zudem der einzige Gastprofessor auf dem Lehrstuhl für neugriechische Studien ‚Giorgos Seferis‘ an der Harvard University.
Bereits 1951 begann er, wissenschaftlich zu publizieren, und war zugleich journalistisch tätig, hauptsächlich für die Zeitungen To Vima und Ta Nea. Er machte sich durch sorgfältige Ausgaben neugriechischer Klassiker verdient, so von Seferis, Karyotakis, Sikelianos und Valaoritis, vor allem aber um die literaturwissenschaftliche Rezeption von Konstantinos Kavafis.

## Veröffentlichungen
- Oι Kαβαφικές Eκδόσεις (1891–1932), Athen 1966.
- Μικρά Καβαφικά, 2 Bde., Athen 1985.
- Βασικά θέματα της ποίησης του Καβάφη, Athen 1993.
- Φύλλα, Φθερά. Δόκιμες και δοκιμασίες 1989–1993, Athen 1995. (alle griech.)